# Sorn Davin
Dans ce nom, le nom de famille, Sorn, précède le nom personnel.
Sorn Davin (née le 16 février 1992 à Phnom Penh) est une taekwondoïste cambodgienne.

## Carrière
Elle remporte dans la catégorie des plus de 73 kg la médaille de bronze aux Championnats d'Asie de taekwondo 2014.
Elle est éliminée au premier tour du tournoi de taekwondo aux Jeux olympiques d'été de 2012 par la Mexicaine María del Rosario Espinoza ; elle est le porte-drapeau du Cambodge lors de ces Jeux.